# Ihar Czumaczenka
Ihar Hawriławicz Czumaczenka, biał. Ігар Гаврілавіч Чумачэнка, ukr. Ігор Гаврилович Чумаченко, Ihor Hawryłowicz Czumaczenko (ur. 26 października 1976 w Arcyzie, w obwodzie odeskim) – białoruski piłkarz pochodzenia ukraińskiego, grający na pozycji pomocnika, trener piłkarski. Zmienił obywatelstwo z ukraińskiego na białoruskie.

## Kariera piłkarska

### Kariera klubowa
Wychowanek Szkoły Piłkarskiej w Arcyzie i UOR Dniepropetrowsk. Pierwszy trener W.M. Jastriebow. W 1993 rozpoczął karierę piłkarską w klubie Polihraftechnika Oleksandria. Latem rozegrał jeden mecz w farm-klubie Prometej Dnieprodzierżyńsk. W końcu 1993 wyjechał do Białorusi, gdzie bronił barw klubów Wiedrycz Rzeczyca i Dniapro Mohylew. Latem 1996 powrócił do Ukrainy, gdzie został piłkarzem Czornomorca Odessa. Na początku 1998 ponownie wyjechał do Białorusi, gdzie występował w klubach Dniapro-Transmasz Mohylew, Dynama Mińsk, BATE Borysów, Naftan Nowopołock, Nioman Grodno i DSK Homel. Od lata 2003 do lata 2004 bronił barw kazachskiegoJertis Pawłodar. W 2011 zakończył karierę piłkarską w FK Haradzieja.

## Kariera trenerska
Po zakończeniu kariery piłkarskiej rozpoczął pracę trenerską. Od września 2011 pomaga trenować Dniapro Mohylew.

## Sukcesy i odznaczenia

### Sukcesy klubowe
- mistrz Białorusi: 1998, 2002
- wicemistrz Białorusi: 2001

### Sukcesy indywidualne
- wybrany do listy 22 najlepszych piłkarzy roku w Białorusi: Nr 1 (2002)[2].
- członek Klubu najlepszych strzelców białoruskich[3].